# Araceli
Araceli è una municipalità di quinta classe delle Filippine, situata nella Provincia di Palawan, nella regione di Visayas Occidentale. Occupa la parte nord dell'isola di Dumaran.
Araceli è formata da 13 baranggay:
- Balogo
- Dagman
- Dalayawon
- Lumacad
- Madoldolon
- Mauringuen
- Osmeña
- Poblacion (Centro)
- San Jose de Oro
- Santo Niño
- Taloto
- Tinintinan
- Tudela (Calandagan)